# NSB Type 12
Als norwegische Dampflokomotivbaureihen Type 12a, Type 12b  und Type 12c wurden drei zwischen 1891 und 1898 gebaute Lokomotiven der Sächsischen Maschinenfabrik und von Dübs and Company für den Einsatz auf verschiedenen Bahnstrecken in Norwegen bezeichnet. Es waren Tenderlokomotiven, die beschafft wurde, um das Drehen der Lokomotiven an den Endstationen zu vermeiden.

## Geschichte
Die norwegischen Bahnstrecken, die dem Staat gehörten, waren zur damaligen Zeit administrativ eigenständige Einheiten. Deshalb wurden Lokomotiven an diese Strecken fest zugeteilt. Erst am 1. Juli 1920 wurden die Dampflokomotiven der Reihe Type 12, die in erster Linie für die Beförderung von lokalen Personenzügen gedacht waren, offiziell dem Distrikt Oslo zugeteilt, obwohl die Distrikte bereits vorher bestanden.

### NSB Type 12a
Nr. 12a 67 (Dübs 2846) wurde für Nahverkehrszüge zwischen Kristiania und  Ljan auf der Smaalensbane (SB) erworben. Die Bestellung erfolgte am 18. November 1890. Nach der Lieferung im Oktober 1891 wurde sie im November in Betrieb genommen. Sie war mit Lenkdrehgestellen an beiden Enden ausgestattet, hatte ein Bisselgestell vorne und eine Adamsachse hinten und war eine Nassdampf-Hochdruck-Lokomotive.
Dabei handelte es sich um die gleichen Bauart wie die Schlepptenderbaureihe NSB Type 11, die gleichzeitig von Dübs and Company in Glasgow konstruiert und geliefert wurde.
Die Lokomotive wurden am 16. März 1952 ausgemustert und anschließend verschrottet.

### NSB Type 12b / 12c
Die beiden anderen Lokomotiven – 12c 100 und 12b 101 – wurden am 23. Februar 1897 bei der Sächsischen Maschinenfabrik bestellt und am 1898 mit den Fabriknummern 2311 und 2311 geliefert. Ab dem 4. April 1898 waren sie auf der zur Kristiania–Gjøvikbanen (KGB) gehörenden Bahnstrecke Jaren–Røykenvik im Einsatz und hatten die Regionalzüge zwischen Jaren und Røykenvik zu befördern. Beide Lokomotiven waren im Gegensatz zur 12a 67 Verbunddampflokomotiven. Diese Loktype wurde weiter entwickelt, der Nachfolger wurde 1904 als Type 20 an die Vossebane geliefert.
1915 wurde die 12c 100 an die Smaalensbane weitergegeben.
Die 12c 100 unterschied sich von der 12b 101 im Wesentlichen durch die größeren Vorräte an Wasser und Kohle.
Beide Lokomotiven wurden am 25. Oktober 1951 abgestellt, am 16. Februar 1953 ausgemustert und anschließend verschrottet.